# ルナロッサ・ヨッピー
ルナロッサ・ヨッピー（英: Lunarossa Y'ppi）は、日本のエイ革職人である淡路谷佳幸（Lunarossa Y'ppi、1989年1月23日 -）が創始したエイ革専門ブランド。淡路谷佳幸が日本唯一の特許技術で作り上げる、財布・バッグや小物等の革製品の製作・販売を行っている。百貨店における催事やオンラインショップを中心に販売を行う。

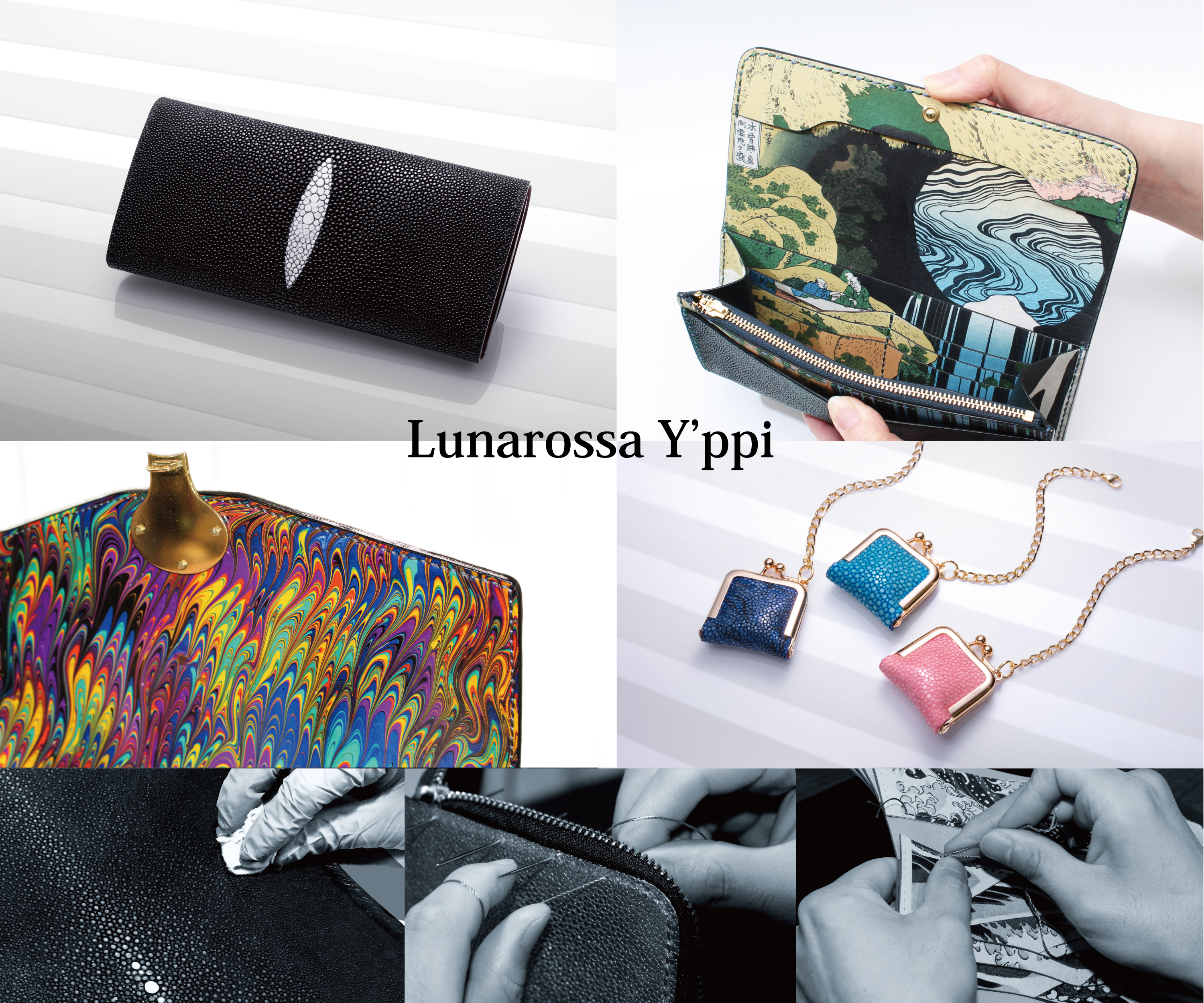
淡路谷佳幸の作品 - ルナロッサ・ヨッピー

## 概要
ルナロッサ・ヨッピー は、2010年に創立。2022年に本社を大阪府大阪市港区に持つ株式会社淡路谷工匠として法人化された。
大阪工房は大阪市港区にあり、東京工房は神奈川県川崎市武蔵小杉にある。ヨッピーとは職人であり創業者である淡路谷佳幸の幼少時の愛称から付けられた。全ての工程を淡路谷佳幸氏による手縫い（特許技術）にこだわっている。

### マーク
ルナロッサはイタリア語で赤い月。ヨッピーは創業者である淡路谷佳幸の幼少期のあだ名から命名されている。赤い月（日の丸）の下に大樹があり、そこからリンゴが落ちたことにより、周りにいろいろな人が集まって来ると言う構図になっている。赤い月（または日の丸）はエイ革の歴史的背景や生物的神秘性を意味し、木とリンゴと人々を幾何学模様で表現。計算された革細工と神秘性とを融合するという意味合いを持つ。

## 沿革
職人兼代表である淡路谷佳幸は、8歳から師匠につき疑似餌製作を始める。18歳で縫製を独学で学ぶ。19歳、創作活動中に剣道のサメ胴からエイ革の魅力に惹かれ、独自の研究と技術開発を行っている。
- 2010年 - 21歳で 『Lunarossa Y’ ppi』（ルナロッサ・ヨッピー）を創業。
- 2014年 - 近鉄あべのハルカス、グランドオープンにともない百貨店初出展。
- 2015年 - 阪急うめだ本店の時計店にて常設開始。
- 2016年 - 日本橋髙島屋初出展、玉川高島屋初出展、大阪高島屋初出展。福井洋傘「ガルーシャ・アンブレラストラップ」製作。
- 2017年 - 新宿高島屋初出展、川西阪急初出展。
- 2018年 - 伊勢丹新宿本店メンズ館でエイ革にマーブリングを施した「ブルーオーロラ」発表。水戸京成百貨店で藍染のエイ革と内装に富嶽三十六景を手刷りした作品「富嶽三十六景」発表。高崎高島屋初出展。
- 2019年 - 大丸東京初出展、港南台高島屋初出展。月9ドラマ「シャーロック」に革ファイルを美術提供。
- 2022年 - 株式会社淡路谷工匠として法人化。大阪髙島屋５階ウォッチリペア店内常設開始。
- 2023年 - エイ革縫製技術の特許を取得。羽田空港内にある「JMC[1]」に出展。
- 2024年 - 日本橋髙島屋店内にある「カデンシア&コンシェル[2]」とのコラボジュエリー発表。岡山髙島屋初出展。
- 2025年 - 2025年 - 所さんの学校では教えてくれないそこんトコロ！で淡路谷佳幸がTV出演「ネジを使うスゴイ職人SP[3]」。